# Archer Daniels Midland
Archer Daniels Midland Company eller ADM en en amerikansk fødevarebearbejdnings- og råvarehandelsvirksomhed. De har over 270 anlæg og 420 afgrøde-handelsfaciliteter, hvor korn og olieholdige frø bearbejdes til mad, drikkevarer, nutraceutical, Industrielle produkter og foder.
American River Transportation Company er sammen med ADM Trucking, Inc. datterselskaber til ADM.
I 1902 etablerede George A. Archer og John W. Daniels en linfrø-presningsvirksomhed i Minneapolis, Minnesota. I 1923 opkøbte Archer-Daniels Linseed Company virksomheden Midland Linseed Products Company og virksomheden Archer Daniels Midland Company var etableret.